# Cyrtochilum pusillum
Cyrtochilum pusillum är en orkidéart som först beskrevs av Charles Schweinfurth, och fick sitt nu gällande namn av Stig Dalström. Cyrtochilum pusillum ingår i släktet Cyrtochilum, och familjen orkidéer.
Artens utbredningsområde är Peru. Inga underarter finns listade i Catalogue of Life.